# مو قال أنها كانت غريبة (رواية)
مو قال أنها كانت غريبة (بالإنجليزية: Mo Said She Was Quirky)‏ هي رواية للكاتب الإسكتلندي جيمس كيلمان، نشرت عام 2012، عن دار نشر هاميش هاملتون.